# Joseph-Nicolas Robert-Fleury
Joseph-Nicolas Robert-Fleury (Colonia, 8 agosto 1797 – Parigi, 5 maggio 1890) è stato un pittore francese.

## Biografia
Nato a Colonia fu mandato dalla sua famiglia a Parigi. In seguito dopo aver viaggiato in Italia ritornò in Francia ed espose per la prima volta a Parigi nel Salon nel 1824. La sua reputazione, tuttavia, non si affermò che tre anni più tardi, quando espose la sua opera Torquato Tasso al convento di Sant'Onofrio.

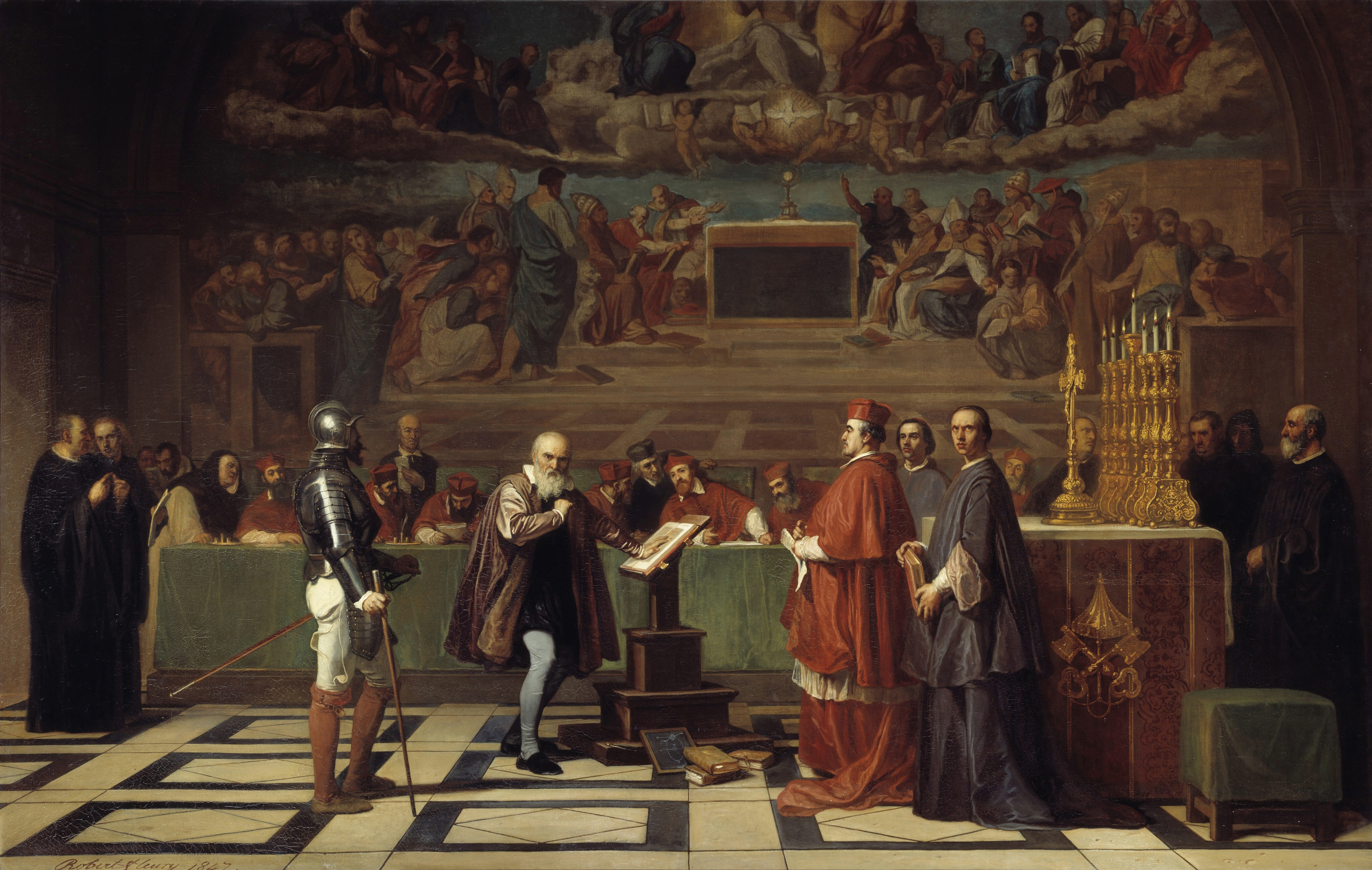
Il processo di Galilei.

Dotato di un vigoroso talento originale e di una vivida immaginazione, specialmente nella rappresentazione di tragici incidenti storici, la sua fama accrebbe presto, nel 1850 succedette a François Granet come membro dell'Académie des beaux-arts. Nel 1855 fu nominato professore dell'École des Beaux-Arts e nel 1863 ne divenne il direttore, negli anni successivi andò a Roma e divenne preside dell'accademia francese di quella città.
Anche suo figlio, Tony Robert-Fleury, divenne pittore.